# Cmentarz wojenny nr 355 – Żbikowice
Cmentarz wojenny nr 355 w Żbikowicach – cmentarz z I wojny światowej.
Zaprojektowany przez architekta Gustawa Ludwiga jako cmentarz samodzielny, przy kapliczce. Pochowano na nim 2 żołnierzy austro-węgierskich i 4 rosyjskich w 6 grobach pojedynczych. Zachowały się niewielkie resztki nekropolii.